# Гусєва Ірина Борисівна
Ірина Борисівна Гусєва (нар. 5 серпня 1987) — українська дзюдоїстка, Заслужений майстер спорту України. Займається дзюдо у Рівненському регіональному центрі з фізичної культури і спорту осіб з інвалідністю «Інваспорт». Чемпіонка Європи 2015 року, чемпіонка світу 2014, 2015, переможниця командного чемпіонату світу 2019 року, призерка чемпіонатів світу 2015 (3 місце) та 2018 (2 місце) років, переможниця Кубку світу 2021 року, срібна призерка Кубку світу 2015 року, бронзова призерка Кубку світу 2021 року.
Срібна призерка XV літніх Паралімпійських ігор 2016 року.

## Державні нагороди
- Орден княгині Ольги III ст. (4 жовтня 2016) — За досягнення високих спортивних результатів на XV літніх Паралімпійських іграх 2016 року в місті Ріо-де-Жанейро (Федеративна Республіка Бразилія), виявлені мужність, самовідданість та волю до перемоги, утвердження міжнародного авторитету України[4]